# كاستل فولتورنو
كاستل فولتورنو، (بالإنجليزية: Castel Volturno)‏، هي بلدية في مقاطعة كازيرتا، في منطقة كامبانيا الإيطالية، وتقع على بعد حوالي 35 كيلومترًا (22 ميلًا) شمال غرب نابولي، وحوالي 35 كيلومترًا (22 ميلًا) غرب كاسيرتا على نهر فولتورنو. في عام 2010 ، كان يسكن كاستل فولتورنو 25000 من السكان المحليين وحوالي 18000 لاجئ أفريقي. اليوم (2019) لا يزال هناك حوالي 25000 شخص، يقدر أن ثلثيهم من المهاجرين.

## السكان
في سنة 1861 بلغ عدد السكان 495 نسمة، وتطور العدد ليصل في سنة 2015 لـ 25٬292 نسمة.
يظهر هذا المخطط البياني تطور النمو السكاني لـ كاستل فولتورنو

## أعلام
- ميريام ماكيبا